# جاك فيليبس (لاعب كرة قدم)
جاك فيليبس (بالإنجليزية: Jack Phillips)‏ (15 أكتوبر 1993 بليفربول في المملكة المتحدة - ) هو لاعب كرة قدم بريطاني في مركز الوسط. لعب مع نادي أكرينغتون ستانلي وويغان أتلتيك وPrescot Cables F.C. ‏ وSkelmersdale United F.C. ‏.

## وصلات خارجية
- جاك فيليبس على موقع قاعدة بيانات كرة القدم.إي يو (الإنجليزية)
- جاك فيليبس على موقع Soccerbase.com (لاعب) (الإنجليزية)
- جاك فيليبس على موقع AS.com (الإسبانية)